# Campeonato Mundial de Judô

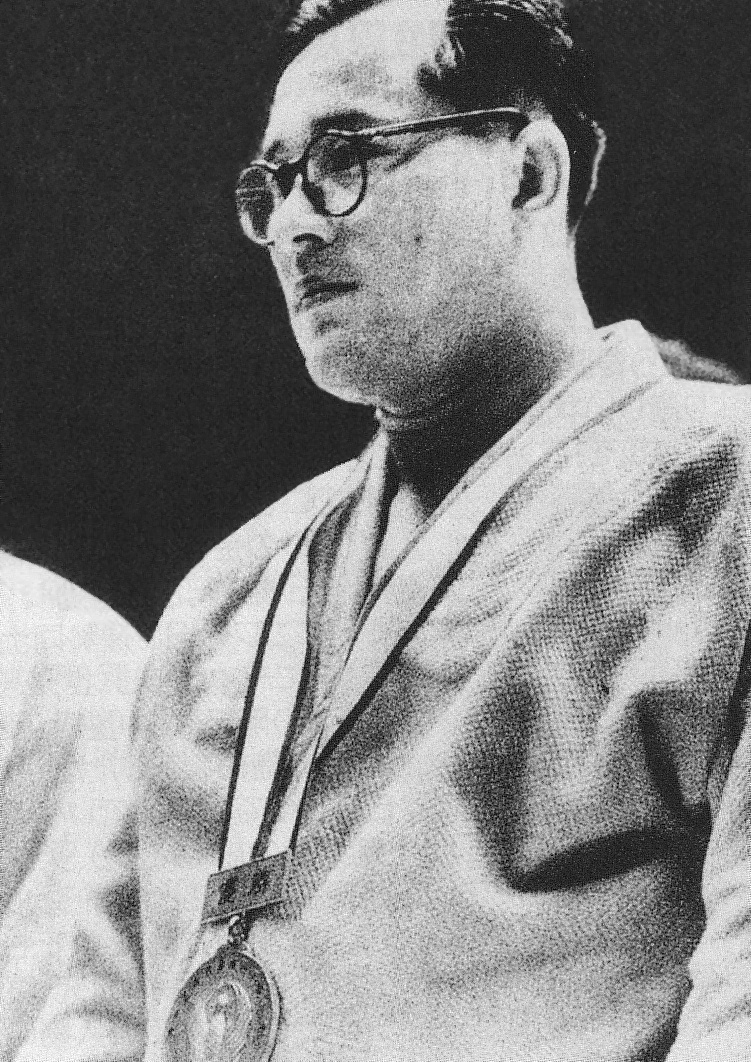
Shokichi Natsui, foi o primeiro campeão mundial de judô.

O Campeonato Mundial de Judô é a mais importante competição de judô depois dos Jogos Olímpicos, organizado pela Federação Internacional de Judô. O campeonato masculino começou a ser disputado em 1956 e o feminino em 1980. A partir de 1987 passou a ser misto e disputado a cada dois anos. A cidade que hospedou os jogos em maior quantidade é Paris, por quatro vezes contando em 2011.

## Edições

### Torneios masculinos
| Ano  | Campeonato | Cidade-sede      | País               |
| ---- | ---------- | ---------------- | ------------------ |
| 1956 | 1º         | Tóquio           | Japão              |
| 1958 | 2º         | Tóquio           | Japão              |
| 1961 | 3º         | Paris            | França             |
| 1965 | 4º         | Rio de Janeiro   | Brasil             |
| 1969 | 5º         | Cidade do México | México             |
| 1971 | 6º         | Ludwigshafen     | Alemanha Ocidental |

| Ano  | Campeonato | Cidade-sede | País            |
| ---- | ---------- | ----------- | --------------- |
| 1973 | 7º         | Lausanne    | Suíça           |
| 1975 | 8º         | Viena       | Áustria         |
| 1979 | 9º         | Paris       | França          |
| 1981 | 10º        | Maastricht  | Países Baixos   |
| 1983 | 11º        | Moscou      | União Soviética |
| 1985 | 12º        | Seul        | Coreia do Sul   |

### Torneios femininos
| Ano  | Campeonato | Cidade-sede | País           |
| ---- | ---------- | ----------- | -------------- |
| 1980 | 1º         | Nova Iorque | Estados Unidos |
| 1982 | 2º         | Paris       | França         |
| 1984 | 3º         | Viena       | Áustria        |
| 1986 | 4º         | Maastricht  | Países Baixos  |

### Torneios mistos
| Ano  | Campeonato | Cidade-sede    | País               |
| ---- | ---------- | -------------- | ------------------ |
| 1987 | 13º        | Essen          | Alemanha Ocidental |
| 1989 | 14º        | Belgrado       | Iugoslávia         |
| 1991 | 15º        | Barcelona      | Espanha            |
| 1993 | 16º        | Hamilton       | Canadá             |
| 1995 | 17º        | Chiba          | Japão              |
| 1997 | 18º        | Paris          | França             |
| 1999 | 19º        | Birmingham     | Reino Unido        |
| 2001 | 20º        | Munique        | Alemanha           |
| 2003 | 21º        | Osaka          | Japão              |
| 2005 | 22º        | Cairo          | Egito              |
| 2007 | 23º        | Rio de Janeiro | Brasil             |
| 2009 | 24º        | Roterdã        | Países Baixos      |

| Ano  | Campeonato | Cidade-sede    | País                   |
| ---- | ---------- | -------------- | ---------------------- |
| 2010 | 25º        | Tóquio         | Japão                  |
| 2011 | 26º        | Paris          | França                 |
| 2013 | 27º        | Rio de Janeiro | Brasil                 |
| 2014 | 28º        | Cheliabinsk    | Rússia                 |
| 2015 | 29º        | Astana         | Cazaquistão            |
| 2017 | 30º        | Budapeste      | Hungria                |
| 2018 | 31º        | Baku           | Azerbaijão             |
| 2019 | 32º        | Tóquio         | Japão                  |
| 2021 | 33º        | Budapeste      | Hungria                |
| 2022 | 34º        | Tasquente      | Uzbequistão            |
| 2023 | 35º        | Doha           | Qatar                  |
| 2024 | 36º        | Abu Dhabi      | Emirados Árabes Unidos |

## Quadro de medalhas
Quadro de medalhas histórico obtido após o Campeonato Mundial de Judô de 2017.
| Ordem | País                   | Medalha de ouro | Medalha de prata | Medalha de bronze | Total |
| ----- | ---------------------- | --------------- | ---------------- | ----------------- | ----- |
| 1     | Japão                  | 137             | 86               | 94                | 317   |
| 2     | França                 | 51              | 32               | 71                | 154   |
| 3     | Coreia do Sul          | 26              | 9                | 57                | 92    |
| 4     | Cuba                   | 18              | 19               | 38                | 75    |
| 5     | China                  | 18              | 12               | 17                | 47    |
| 6     | Reino Unido            | 16              | 17               | 31                | 64    |
| 7     | Países Baixos          | 14              | 21               | 41                | 76    |
| 8     | União Soviética        | 11              | 13               | 33                | 57    |
| 9     | Bélgica                | 8               | 13               | 20                | 41    |
| 10    | Rússia                 | 7               | 15               | 34                | 56    |
| 11    | Brasil                 | 7               | 15               | 25                | 47    |
| 12    | Alemanha               | 7               | 11               | 28                | 46    |
| 13    | Polónia                | 6               | 4                | 23                | 33    |
| 14    | Itália                 | 5               | 7                | 17                | 29    |
| 15    | Coreia do Norte        | 5               | 5                | 8                 | 18    |
| 16    | Estados Unidos         | 4               | 8                | 17                | 29    |
| 17    | Mongólia               | 4               | 4                | 12                | 20    |
| 18    | Áustria                | 4               | 2                | 8                 | 14    |
| 19    | Geórgia                | 3               | 9                | 17                | 29    |
| 20    | Alemanha Oriental      | 3               | 3                | 14                | 19    |
| 21    | Grécia                 | 3               | 2                | 2                 | 7     |
| 22    | Colômbia               | 3               | 0                | 2                 | 5     |
| 23    | Alemanha Ocidental     | 2               | 10               | 25                | 38    |
| 24    | Espanha                | 2               | 9                | 10                | 21    |
| 25    | Hungria                | 2               | 5                | 16                | 23    |
| 26    | Cazaquistão            | 2               | 3                | 3                 | 8     |
| 27    | Argentina              | 2               | 2                | 0                 | 4     |
| 28    | Uzbequistão            | 2               | 1                | 7                 | 10    |
| 29    | Irão                   | 2               | 0                | 4                 | 6     |
| 30    | Kosovo                 | 2               | 0                | 0                 | 2     |
| 31    | Azerbaijão             | 1               | 4                | 11                | 16    |
| 32    | Ucrânia                | 1               | 4                | 8                 | 13    |
| 33    | Israel                 | 1               | 4                | 4                 | 9     |
| 34    | Eslovênia              | 1               | 3                | 3                 | 7     |
| 35    | Tunísia                | 1               | 0                | 3                 | 4     |
| 35    | Chéquia                | 1               | 0                | 3                 | 4     |
| 37    | Iugoslávia             | 1               | 0                | 2                 | 3     |
| 38    | Venezuela              | 1               | 0                | 0                 | 1     |
| 38    | Sérvia                 | 1               | 0                | 0                 | 1     |
| 40    | Portugal               | 0               | 5                | 5                 | 10    |
| 41    | Roménia                | 0               | 4                | 9                 | 13    |
| 42    | Turquia                | 0               | 3                | 4                 | 7     |
| 43    | Austrália              | 0               | 3                | 3                 | 6     |
| 44    | Estónia                | 0               | 3                | 1                 | 4     |
| 45    | Bielorrússia           | 0               | 2                | 7                 | 9     |
| 46    | Canadá                 | 0               | 2                | 6                 | 8     |
| 47    | Egito                  | 0               | 2                | 3                 | 5     |
| 48    | Tchecoslováquia        | 0               | 2                | 2                 | 4     |
| 48    | Suíça                  | 0               | 2                | 2                 | 4     |
| 50    | El Salvador            | 0               | 1                | 4                 | 5     |
| 51    | Bulgária               | 0               | 1                | 3                 | 4     |
| 52    | Moldávia               | 0               | 1                | 2                 | 3     |
| 52    | Argélia                | 0               | 1                | 2                 | 3     |
| 54    | Noruega                | 0               | 1                | 1                 | 2     |
| 54    | Porto Rico             | 0               | 1                | 1                 | 2     |
| 56    | Montenegro             | 0               | 1                | 0                 | 1     |
| 56    | Suécia                 | 0               | 1                | 0                 | 1     |
| 58    | Emirados Árabes Unidos | 0               | 0                | 2                 | 2     |
| 59    | Armênia                | 0               | 0                | 1                 | 1     |
| 59    | Finlândia              | 0               | 0                | 1                 | 1     |
| 59    | Letônia                | 0               | 0                | 1                 | 1     |
| 59    | Lituânia               | 0               | 0                | 1                 | 1     |
| 59    | Nova Zelândia          | 0               | 0                | 1                 | 1     |
| 59    | Sérvia e Montenegro    | 0               | 0                | 1                 | 1     |
| 59    | Taipé Chinesa          | 0               | 0                | 1                 | 1     |
| 59    | Tajiquistão            | 0               | 0                | 1                 | 1     |
| 55    |                        |                 |                  |                   |       |

Ligações externas
- Campeonato mundial na página da IJF.